# Concierto para piano n.º 4 (Prokófiev)
El Concierto para piano n.º 4 en si bemol mayor para la mano izquierda (Op. 53), de Serguéi Prokófiev, fue un encargo del pianista Paul Wittgenstein, quien perdió la mano derecha en la Primera Guerra Mundial. El autor lo terminó en 1931. Debido a que Wittgenstein se negó a interpretar la obra, alegando que no la entendía, fue el único concierto para piano completo de Prokófiev que nunca vio una interpretación durante la vida del compositor.

## Estructura
El concierto tiene cuatro movimientos, y dura unos 25 minutos:
1. Vivace
2. Andante
3. Moderato
4. Vivace

El primero y último movimientos hacen como de breve preludio y postludio respectivamente. Los dos movimientos centrales comprenden el grueso del concierto. El andante es mucha más reflexivo y se expande con una grandeza romántica. El sarcástico Moderato está escrito en una forma modificada de sonata. El concierto tiene un inusual final, con el piano llegando en pianissimo hasta un agudísimo si♭6.

## Instrumentación
La obra está escrita para piano solista (mano izquierda), 2 flautas, 2 oboes, 2 clarinetes, 2 fagotes, 2 trompas, 1 trompeta, 1 trombón, bombo y cuerdas.

## Características
Al ser rechazada por el pianista manco que la encargó parecía que esta composición se perdería en el olvido, pero un cuarto de siglo más tarde, en 1956, el pianista alemán Siegfried Rapp - el cual también había perdido su brazo derecho, pero en la II Guerra Mundial - le pidió permiso a la viuda de Prokófiev para ejecutar este concierto en público y la viuda del compositor le concedió gustosamente la petición. De esta manera en la temporada de conciertos del año 1956, el 5 de septiembre, se estrenaba en primera audición con la orquesta filarmónica de Berlín Oriental bajo la batuta de Gerhart Wiesenhutter. Con posterioridad, Rapp junto al mismo director llevaron este concierto al disco.
La obra requiere por parte del ejecutante un nivel de coordinación neuromuscular bastante elevado y un buen dominio técnico. Si bien se reconoce al 3.er Concierto para Piano y Orquesta de Prokófiev como el preferido por parte de los críticos y los melómanos del piano, el 4.º también tiene una belleza singular y con pasajes verdaderamente espectaculares, de gran brillo. Lo llamativo es que al escucharse, y hasta con mucha atención, el oyente no se da cuenta de que se emplea solamente la mano izquierda, lo cual sí puede reconocerse en el concierto para la mano izquierda de Ravel.

## Grabaciones
| Pianista              | Orquesta                                          | Director               | Discografía     | Año de grabación | Formato |
| --------------------- | ------------------------------------------------- | ---------------------- | --------------- | ---------------- | ------- |
| Vladimir Ashkenazy    | London Symphony Orchestra                         | André Previn           | Decca           | 1975             | CD      |
| Kun-Woo Paik          | Polish National Radio Symphony Orchestra          | Antoni Wit             | Naxos           | 1991             | CD      |
| Boris Berman          | Royal Concertgebouw Orchestra                     | Neeme Järvi            | Chandos         | 1989             | CD      |
| Michel Beroff         | Leipzig Gewandhaus Orchestra                      | Kurt Masur             | EMI             | 1974             | CD      |
| Abdel Rahman El Bacha | Théâtre de la Monnaie Orchestra                   | Kazushi Ono            | Fuga Libera     |                  | CD      |
| Nikolai Demidenko     | London Philharmonic Orchestra                     | Alexander Lazarev      |                 |                  | CD      |
| Gabriel Tacchino      | Orchestra of Radio Luxembourg                     | Louis de Froment       | Quadromania     | 1977             | CD      |
| Leon Fleisher         | Boston Symphony Orchestra                         | Seiji Ozawa            | Sony Classical  | 1991             | CD      |
| Vladimir Krainev      | Frankfurt Radio Symphony Orchestra                | Dmitri Kitajenko       | Atlantic/Teldec |                  | CD      |
| Alexander Toradze     | Kirov Theatre Orchestra                           | Valery Gergiev         | Philips         |                  | CD      |
| Viktoria Postnikova   | USSR Ministry of Culture State Symphony Orchestra | Gennadi Rozhdestvensky |                 |                  | CD      |